# KNVB Beker 1994/95
Het seizoen 1994/95 van de KNVB Beker was de 77ste editie van de Nederlandse voetbalcompetitie met als inzet tevens een plek in de Europa Cup II. Tijdens deze editie werd Amstel de sponsor van het toernooi en veranderde de naam in Amstel Cup. Deze naam zou de komende tien jaar worden gebruikt.
Feyenoord won de beker, door in de finale met 2-1 van FC Volendam te winnen. Het was voor de Rotterdammers de vierde bekerwinst in vijf jaar tijd en de tiende keer in totaal. De grote man van dit toernooi is de Feyenoorder Mike Obiku. In de kwartfinales maakte hij in de verlenging het winnende doelpunt tegen Ajax. Ook in de finale zorgde hij ervoor dat de wedstrijd in het voordeel van Feyenoord beslist wordt. Het voetbalfeest in Rotterdam op de Coolsingel verliep uitzonderlijk rustig.

## Voorronde
| Datum            | Wedstrijd                   | Uitslag                    | Scoreverloop |
| ---------------- | --------------------------- | -------------------------- | --- |
| 1 juni 1994      | IJsselmeervogels – ADO '20  | 1 – 2 (0 – 1)              | 10' Jos Peekel 0-1, 69' Sjaak Bruin 0-2, 88' Geurt Koelewijn 1-2 |
| 2 juni 1994      | FC Lisse – Zwart Wit '28    | 4 – 0 (1 – 0)              | 27' Bert van Duijvenbode 1-0, 82' René Ras 2-0, 89' Barry Opdam 3-0, 90' Jelle Visser 4-0                                                                                        |
| 3 juni 1994      | Heerlen Sport – Panningen   | 2 – 4 (1 – 1)              | 16' Rene Kupper 1-0, 32' Martien Schijven 1-1, 57' Frans Starmans 1-2, 61' Henri Houben 2-2, 71' Jos van Aerts 2-3, 90' Henri Houben 2-4                                         |
| 4 juni 1994      | Quick Den Haag – Quick Boys | 2 – 5 (2 – 1)              | 13' Leonard Pluimgraaf 0-1, 18' Dave Jongejan 1-1, 28' Roel Beukema 2-1, 60' Gert Aandewiel 2-2, 75' Martin Steenvoorden 2-3, 90' Marcel Harteveld 2-4, 90' Marcel Harteveld 2-5 |
| 4 juni 1994      | VVOG – Geldrop              | 4 – 3 (0 – 2)              | 37' Tom Eijkemans 0-1, 40' Tom Eijkemans 0-2, 49' Ronald van der Horst 0-3, 55' Marijn Zeegers 1-3, 56' Marijn Zeegers 2-3, 69' Marijn Zeegers 3-3, 90' Marijn Zeegers 4-3       |
| 8 juni 1994      | Babberich – SC Enschede     | 2 – 2 n.v. (2 – 2) (0 – 0) | 60' Patrick Geesing 0-1, Arno Leppink 0-2, Harry Fontein 1-2, Harry Fontein 2-2 Babberich wint na strafschoppen                                                                  |
| 8 juni 1994      | Baronie – Papendrecht       | 3 – 2                      | |
| 8 juni 1994      | Blauw Wit – Hollandia       | 0 – 6                      | |
| 8 juni 1994      | DCV – Rozenburg             | 0 – 1                      | |
| 8 juni 1994      | SC Genemuiden – SVBO        | 1 – 2 n.v. (0 – 0)         | 92' Michel Westerbeek 1-0, 113' Edwin Ottens 1-1, 115' Egbert Wachtmeester 1-2                                                                                                   |
| 8 juni 1994      | Hoek – Achilles Veen        | 1 – 1 n.v. (1 – 1) (0 – 1) | 14' Sjaak Hoeke 0-1, 72' Remco van Keeken 1-1 Hoek wint na strafschoppen |
| 8 juni 1994      | Holland – GVVV              | 2 – 2 n.v.                 | Holland wint na strafschoppen. |
| 8 juni 1994      | HZVV – Appingedam           | 0 – 0 n.v.                 | HZVV wint na strafschoppen. |
| 8 juni 1994      | Quick '20 – De Treffers     | 1 – 5                      | |
| 8 juni 1994      | RKSVO – LONGA               | 2 – 7                      | |
| 8 juni 1994      | RKVVL – RBC 2               | 2 – 5 n.v. (2 – 2) (0 – 1) | 44' David van der Kolk 0-1, 60' Richard van Gils 0-2, 71' Ger Kuipers 1-2, 81' Ed Lathouders (pen) 2-2, 103' Dennis Sepp 2-3, 104' Revers 2-4, 115' Rob Penders 2-5              |
| 12 juni 1994     | ADO – Nieuwenhoorn          | 5 – 1                      | |
| 21 juni 1994     | DOSK – Be Quick             | 4 – 0 (2 – 0)              | 15' Gerald van den Belt 1-0, 23' Jan Okke Koers 2-0, 55' Jan Okke Koers 3-0, 73' Gerald van den Belt 4-0                                                                         |
| 14 augustus 1994 | Nieuw Woensel – Volharding  | 1 – 0 (? – 0)              | |

## Tussenronde
| Datum        | Wedstrijd             | Uitslag       | Scoreverloop                                                       |
| ------------ | --------------------- | ------------- | ------------------------------------------------------------------ |
| 9 juni 1994  | VVOG – FC Lisse       | 1 – 2 (1 – 1) | 13' Marijn Zeegers 1-0, 44' Jelle Visser 1-2, 69' Jelle Visser 1-2 |
| 14 juni 1994 | SVBO – FVC            | 2 – 0 (1 – 0) | 10' Freek Hebels 1-0, 75' Harm Jansen 2-0                          |
| 15 juni 1994 | De Treffers – Baronie | 0 – 3 (0 – ?) |                                                                    |

## Groepsfase
De groepsfase vond plaats tussen 13 augustus en 13 september 1994. Er deden 56 ploegen mee. De ploegen werden verdeeld in veertien groepen van 4 ploegen. Ze speelden een halve competitie tegen elkaar en de nummers 1 en 2 gingen door.

### Groep 1
| Datum            | Wedstrijd                 | Uitslag       | Scoreverloop                                                                                  |
| ---------------- | ------------------------- | ------------- | --------------------------------------------------------------------------------------------- |
| 13 augustus 1994 | FC Groningen – Emmen      | 1 – 0 (0 – 0) | 61' Mariano Bombarda 1-0                                                                      |
| 20 augustus 1994 | Emmen – ACV               | 2 – 1 (0 – 1) | 2' Jan de Vegt 0-1, 64' Jouke Dantuma 1-1, 81' Henri Meijerman 2-1                            |
| 20 augustus 1994 | BV Veendam – FC Groningen | 3 – 1 (0 – 1) | 29' Romano Sion 0-1, 48' Armand MacAndrew 1-1, 62' Willem Brouwer 2-1, 82' Willem Brouwer 3-1 |
| 23 augustus 1994 | ACV – BV Veendam          | 0 – 1 (0 – 0) | 65' Bart van der Meulen 0-1                                                                   |
| 3 september 1994 | ACV – FC Groningen        | 0 – 3 (0 – 3) | 4' Dick Schreuder 0 −1, 13' Mariano Bombarda 0-2, 26' Marcel Boudesteyn 0-3                   |
| 3 september 1994 | BV Veendam – Emmen        | 3 – 1 (0 – 0) | 58' Albert Koops 0-1, 61' Lucian Ilie 1-1, 81' Gerard Wiekens (pen) 2-1, 85' René Alberts 3-1 |

### Groep 2
| Datum            | Wedstrijd                          | Uitslag       | Scoreverloop |
| ---------------- | ---------------------------------- | ------------- | --- |
| 20 augustus 1994 | DOSK – Cambuur Leeuwarden          | 1 – 7 (0 – 1) | 7' Michel van Oostrum 0-1, 46' Willem van der Ark 0-2, 57' Willem van der Ark 0-3, 69' Willem van der Ark 0-4, 79' Michel van Oostrum 0-5, 86' Gerald van den Belt 1-5, 87' Guus Uhlenbeek 1-6, 88' Mitar Mrkela 1-7                                                             |
| 23 augustus 1994 | Cambuur Leeuwarden – sc Heerenveen | 1 – 1 (1 – 0) | 29' Willem van der Ark 1-0, 62' Erik Tammer 1-1 |
| 23 augustus 1994 | DOSK – HZVV                        | 1 – 2 (0 – 1) | 24' Iwan van der Vinne 0-1, 57' Harko Stoffer 0-2, 70' Danny van de Bos 1-2 |
| 3 september 1994 | DOSK – sc Heerenveen               | 1 – 4 (1 – 2) | 16' Lee-Roy Echteld 0-1, 30' Ron Mulder 1-1, 38' Maarten de Jong 1-2, 55' Lee-Roy Echteld 1-3, 87' Erik Tammer 1-4 |
| 3 september 1994 | HZVV – Cambuur Leeuwarden          | 0 – 3 (0 – 1) | 20' Arno Arts 0-1, 63' Michel van Oostrum 0-2, 79' Jaap Stam 0-3 |
| 6 september 1994 | sc Heerenveen – HZVV               | 11-1 (4 – 1)  | 1' Erik Regtop 1-0, 25' Erik Regtop 2-0, 41' Lee-Roy Echteld 3-0, 42' Lee-Roy Echteld 4-0, 43' Harco Stoffer 4-1, 60' Erik Regtop 5-1, 64' Erik Regtop 6-1, 68' Wilco Hellinga 7-1, 71' Erik Tammer 8-1, 74' Lee-Roy Echteld 9-1, 83' Erik Tammer 10-1, 90' Lee-Roy Echteld 11-1 |

### Groep 3
| Datum            | Wedstrijd                   | Uitslag       | Scoreverloop |
| ---------------- | --------------------------- | ------------- | --- |
| 20 augustus 1994 | SC Heracles '74 – Stevo     | 9 – 1 (2 – 0) | 30' Folkert Velten 1-0, 37' Hans Mol 2-0, 60' Erwin Leurink 3-0, 71' Klaas Vink 4-0, 72' Folkert Velten 5-0, 76' Hans Mol 6-0, 83' Folkert Velten 7-0, 84' Martijn Mensen 7-1, 86' Klaas Vink 8-1, 90' Folkert Velten 9-1 |
| 21 augustus 1994 | SVBO – FC Twente            | 0 – 9 (0 – 4) | 19' Rik Platvoet 0-1, 20' Jan van Halst 0-2, 31' Nico-Jan Hoogma 0-3, 41' Michael Mols 0-4, 50' Paul Bosvelt 0-5, 65' Jan van Halst 0-6, 67' Nico-Jan Hoogma 0-7, 72' Rik Platvoet 0-8, 74' Rik Platvoet 0-9              |
| 23 augustus 1994 | Stevo – SVBO                | 4 – 2 (3 – 1) | 3' Tonnie Elferink 1-0, 36' Martijn Mensen 2-0, 39' Robert Masselink (pen) 3-0, 43' Freek Hebels 3-1, 54' Freek Hebels 3-2, 57' Tonnie Elferink 4-2                                                                       |
| 23 augustus 1994 | FC Twente – SC Heracles '74 | 4 – 1 (0 – 0) | 47' Nico-Jan Hoogma 1-0, 53' Rik Platvoet 2-0, 58' Berthil ter Avest 3-0, 84' Arnold Bruggink 4-0, 87' Klaas Vink 4-1 |
| 4 september 1994 | Stevo – FC Twente           | 1 – 2 (1 – 1) | 9' Koen Reimerink 1-0, 25' Rik Platvoet 1-1, 72' Paul Bosvelt 1-2 |
| 4 september 1994 | SVBO – SC Heracles '74      | 0 – 3 (0 – 0) | 49' Metin Aydin 0-1, 75' Klaas Vink 0-2, 82' Erik Manders 0-3 |

### Groep 4
| Datum            | Wedstrijd                   | Uitslag       | Scoreverloop |
| ---------------- | --------------------------- | ------------- | --- |
| 20 augustus 1994 | Ajax 2 – DOVO               | 3 – 0 (0 – 0) | 55' John van den Brom 1-0, 63' John van den Brom 2-0, 74' Martijn Reuser 3-0                                                                                                 |
| 20 augustus 1994 | FC Zwolle – Go Ahead Eagles | 1 – 2 (1 – 1) | 10' Marthijn Pothoven 0-1, 33' Henry van der Vegt 1-1, 60' Dennis Hulshoff (pen) 1-2                                                                                         |
| 23 augustus 1994 | DOVO – Go Ahead Eagles      | 1 – 7 (0 – 4) | 5' Jack de Gier 0-1, 17' Jack de Gier 0-2, 23' Jack de Gier 0-3, 31' Marco Heering 0-4, 59' Jack de Gier 0-5, 66' Alfons Arts 0-6, 85' Jack de Gier 0-7, 85' Paul Hartog 1-7 |
| 23 augustus 1994 | FC Zwolle – Ajax 2          | 1 – 2 (0 – 1) | 25' John van den Brom 0-1, 75' Clarence Seedorf 0-2, 76' Marco Koorman 1-2                                                                                                   |
| 3 september 1994 | DOVO – FC Zwolle            | 1 – 2 (1 – 1) | 2' Dragan Ristić 1-0, 26' Leo Schellevis 1-1, 50' Martin Reijnders 1-2 |
| 3 september 1994 | Go Ahead Eagles – Ajax 2    | 3 – 2 (2 – 0) | 16' Marthijn Pothoven 1-0, 45' Marthijn Pothoven 2-0, 47' Laurens ten Heuvel 2-1, 51' Jack de Gier 3-1, 87' Laurens ten Heuvel 3-2                                           |

### Groep 5
| Datum            | Wedstrijd               | Uitslag       | Scoreverloop |
| ---------------- | ----------------------- | ------------- | --- |
| 20 augustus 1994 | MVV – SV Meerssen       | 2 – 1 (0 – 1) | 33' Roel Coumans 0-1, 69' Roberto Lanckohr 1-1, 82' Reginald Thal 2-1                                                                    |
| 20 augustus 1994 | Panningen – VVV         | 2 – 3 (1 – 0) | 5' Thijs Doensen 1-0, 47' Thijs Doensen 2-0, 74' Jay Driessen (pen) 2-1, 83' Nico van der Meer 2-2, 87' Gerald Sibon 2-3                 |
| 23 augustus 1994 | SV Meerssen – Panningen | 0 – 4 (0 – 1) | 43' Jos van Aerts 0-1, 69' Stephan Sijbers 0-2, 70' Thijs Doensen 0-3, 79' Henri Houben 0-4                                              |
| 23 augustus 1994 | VVV – MVV               | 1 – 1 (1 – 1) | 8' Roberto Lanckohr 0-1, 36' Dogan Corneille 1-1                                                                                         |
| 3 september 1994 | SV Meerssen – VVV       | 2 – 4 (0 – 3) | 10' Gerald Sibon 0-1, 15' Dogan Corneille 0-2, 36' Gerald Sibon 0-3, 72' Ivo Dahlmans 1-3, 77' Dogan Corneille 1-4, 79' Hans Ploemen 2-4 |
| 3 september 1994 | Panningen – MVV         | 0 – 1 (0 – 0) | 52' Twan Scheepers 0-1 |

### Groep 6
| Datum            | Wedstrijd                       | Uitslag       | Scoreverloop |
| ---------------- | ------------------------------- | ------------- | --- |
| 19 augustus 1994 | Fortuna Sittard – Roda JC       | 2 – 1 (2 – 0) | 1' André van der Zander 1-0, 32' Rafael Losada 2-0, 50' Dirk-Jan Derksen 2-1                                                                                          |
| 20 augustus 1994 | Eindhoven – Nieuw Woensel       | 5 – 1 (0 – 0) | 48' Elden de Getrouwe 1-0, 53' Elden de Getrouwe 2-0, 59' Patrick Hobbelen 3-0, 61' Elden de Getrouwe 4-0, 82' Van der Broek 4-1, 87' Elden de Getrouwe 5-1           |
| 23 augustus 1994 | Nieuw Woensel – Fortuna Sittard | 1 – 4 (0 – 2) | 5' Roland Vroomans 0-1, 14' Robert van der Weert 0-2, 48' Mark van Bommel 0-3, 80' Robert van der Weert 0-4, 85' Erwin Raaymakers 1-4                                 |
| 23 augustus 1994 | Roda JC – Eindhoven             | 5 – 1 (3 – 0) | 28' Marco van Hoogdalem 1-0, 32' Eric van der Luer (pen) 2-0, 33' Dirk-Jan Derksen 3-0, 61' Arno Doomernik 4-0, 67' Patrick Winkelmolen 4-1, 85' Dirk-Jan Derksen 5-1 |
| 3 september 1994 | Eindhoven – Fortuna Sittard     | 4 – 1 (1 – 1) | 2' Elden de Getrouwe 1-0, 33' Fuat Usta 1-1, 59' Frans Danen 2-1, 63' Frans Danen 3-1, 90' Frans Danen 4-1                                                            |
| 3 september 1994 | Roda JC – Nieuw Woensel         | 6 – 0 (2 – 0) | 11' Tomasz (Tomek) Iwan 1-0, 38' Eric van der Luer 2-0, 48' Max Huiberts 3-0, 64' Max Huiberts 4-0, 81' Dirk-Jan Derksen 5-0, 89' Johan de Kock 6-0                   |

### Groep 7
| Datum            | Wedstrijd                 | Uitslag        | Scoreverloop |
| ---------------- | ------------------------- | -------------- | --- |
| 20 augustus 1994 | Helmond Sport – RBC 2     | 7 – 0 (2 – 0)  | 27' Jerry Taihuttu 1-0, 35' Hans Vincent (pen) 2-0, 54' Niels Gerestein 3-0, 57' Hans Vincent 4-0, 59' Jerry Taihuttu 5-0, 80' Ger Schuman 5-0, 85' Niels Gerestein 7-0 |
| 20 augustus 1994 | Willem II – LONGA         | 11 – 0 (2 – 0) | 14' Hans van Arum 1-0, 45' Hans van Arum 2-0, 47' Louis Laros 3-0, 50' Hans van Arum 4-0, 66' Hans van Arum 5-0, 69' Jean-Paul van Gastel 6-0, 73' Hans van Arum 7-0, 73' Hans van Arum 8-0, 75' Jean-Paul van Gastel 9-0, 80' Hans van Arum 10-0, 85' Marc van Hintum 11-0 |
| 23 augustus 1994 | RBC 2 – LONGA             | 5 – 3 (2 – 2)  | 10' Boom 0-1, 19' David van der Kolk 1-1, 24' Khalid Didi 2-1, 44' Derk-Jan de Wit 2-2, 65' Khalid Didi 3-2, 77' Boom 3-3, 79' Ton Nelissen 4-3, 90' David van der Kolk 5-3                                                                                                 |
| 23 augustus 1994 | Willem II – Helmond Sport | 2 – 0 (1 – 0)  | 39' Louis Laros 1-0, 48' Jean-Paul van Gastel 2-0 |
| 3 september 1994 | Helmond Sport – LONGA     | 9 – 1 (4 – 1)  | 3' Renee Doorakkers (e.d.) 1-0, 13' Hans Vincent 2-0, 26' Jerry Taihuttu 3-0, 28' van der Schoof 3-1, 41' Jerry Taihuttu 4-1, 64' Timo Swinkels 5-1, 66' Jerry Taihuttu 6-1, 73' Ger Schuman 7-1, 76' Jerry Taihuttu 8-1, 77' Hans Vincent 9-1                              |
| 3 september 1994 | Willem II – RBC 2         | 4 – 0 (1 – 0)  | 40' Earnest Stewart 1-0, 74' Jean-Paul van Gastel 2-0, 78' Earnest Stewart 3-0, 83' Jean-Paul van Gastel 4-0 |

### Groep 8
| Datum            | Wedstrijd      | Uitslag       | Scoreverloop |
| ---------------- | -------------- | ------------- | --- |
| 20 augustus 1994 | Baronie – NAC  | 2 – 4 (0 – 1) | 3' Pierre van Hooijdonk 0-1, 72' Pierre van Hooijdonk 0-2, 78' Dennis Gerritsen 0-3, 87' Jan Gaasbeek 0-4, 89' Martijn van Galen 1-4, 90' Martijn van Galen 2-4                                                        |
| 20 augustus 1994 | RBC – Hoek     | 1 – 1 (0 – 0) | 83' Ignacio Tuhuteru 1-0, 90' Mike But 1-1 |
| 23 augustus 1994 | Hoek – Baronie | 2 – 3 (1 – 1) | 22' Jos van Rijswijk 0-1, 28' Remco van Keeken 1-1, 48' Ton Soffers 1-2, 75' Jos de Rooy 1-3, 87' Roy Hendriksen 2-3                                                                                                   |
| 23 augustus 1994 | NAC – RBC      | 2 – 3 (1 – 0) | 17' Dennis Gerritsen 1-0, 47' Arjan Magielse 1-1, 58' Ton Lokhoff 2-1, 83' Ignacio Tuhuteru 2-2, 90' Richard van Gils 2-3                                                                                              |
| 3 september 1994 | Hoek – NAC     | 0 – 9 (0 – 3) | 23' John Lammers 0-1, 28' John Lammers 0-2, 38' Pierre van Hooijdonk 0-3, 52' John Lammers 0-4, 67' Ton Lokhoff 0-5, 68' Peter Remie 0-6, 70' John Lammers 0-7, 72' Dennis Gerritsen 0-8, 73' Pierre van Hooijdonk 0-9 |
| 3 september 1994 | Baronie – RBC  | 1 – 3 (0 – 0) | 52' Ton Cornelissen 0-1, 71' Ronald van Oeveren 0-2, 74' Hubert Baardemans 1-2, 81' Jimmy Simons 1-3 |

### Groep 9
| Datum             | Wedstrijd                 | Uitslag       | Scoreverloop |
| ----------------- | ------------------------- | ------------- | --- |
| 20 augustus 1994  | Babberich – De Graafschap | 1 – 5 (0 – 1) | 40' Dennis te Braak 0-1, 47' Louis van Schijndel 0-2, 75' Jan Oosterhuis 0-3, 76' Witjes 1-3, 86' Dennis te Braak 1-4, 90' Richard de Vries 1-5                                    |
| 20 augustus 1994  | TOP Oss – N.E.C.          | 5 – 0 (4 – 0) | 3' Marco de Jong 1-0, 24' Gerrie Schaap 2-0, 34' Thijs Waterink 3-0, 37' Thijs Waterink 4-0, 57' René Nijhuis 5-0                                                                  |
| 23 augustus 1994  | Babberich – TOP Oss       | 1 – 3 (0 – 2) | 5' Gerrie Schaap 0-1, 15' Thijs Waterink 0-2, 55' Ron Paar 1-2, 75' Danny Hesp (pen) 1-3                                                                                           |
| 23 augustus 1994  | N.E.C. – De Graafschap    | 5 – 2 (2 – 0) | 5' Jeffrey Kooistra 1-0, 24' Carlos van Wanrooy 2-0, 51' Emiel van Eijkeren 3-0, 53' Reinder Hendriks 3-1, 56' Reinder Hendriks 3-2, 62' Patrick van Diemen 4-2, 90' Cees Lok 5-2  |
| 3 september 1994  | De Graafschap – TOP Oss   | 4 – 0 (2 – 0) | 14' Jan Oosterhuis 1-0, 42' Louis van Schijndel 2-0, 56' Richard de Vries 3-0, 90' René van den Brink 4-0                                                                          |
| 13 september 1994 | N.E.C. – Babberich        | 6 – 1 (2 – 1) | 17' Patrick Pothuizen 1-0, 22' Emiel van Eijkeren 2-0, 35' Mark Leijzer 2-1, 51' Emiel van Eijkeren (pen) 3-1, 65' Sandy Schreur 4-1, 67' Cees Lok 5-1, 75' Pavel Michalevitsj 6-1 |

### Groep 10
| Datum            | Wedstrijd                 | Uitslag       | Scoreverloop |
| ---------------- | ------------------------- | ------------- | --- |
| 20 augustus 1994 | FC Den Bosch – Quick Boys | 5 – 1 (3 – 0) | 4' Stefan Jansen 1-0, 8' Patrick Peelen 2-0, 21' Ruud van Nistelrooy 3-0, 65' Stefan Jansen 4-0, 66' Martin Steenvoorden 4-1, 88' Florian Sinanaj 5-1                                          |
| 20 augustus 1994 | RKC – Katwijk             | 8 – 0 (3 – 0) | 5' Marco Boogers 1-0, 31' Marcel Brands 2-0, 34' Alfred Schreuder 3-0, 59' Marco Boogers 4-0, 72' Marco Boogers 5-0, 75' Harry Decheiver 6-0, 79' Harry Decheiver 7-0, 79' Harry Decheiver 8-0 |
| 23 augustus 1994 | Katwijk – FC Den Bosch    | 3 – 4 (2 – 1) | 5' Patrick Peelen 0-1, 22' Hans Zwaan (p) 1-1, 43' Hans Zwaan 2-1, 47' Hans Zwaan 3-1, 62' Patrick Peelen 3-2, 67' Ruud van Nistelrooy 3-3, 73' Erik Meulendijk 3-4                            |
| 24 augustus 1994 | Quick Boys – RKC          | 1 – 3 (0 – 2) | 5' Romeo van Aerde 0-1, 14' Marcel Brands (pen) 0-2, 61' Marco Boogers 0-3, 83' Hans van der Plas (pen) 1-3                                                                                    |
| 3 september 1994 | Quick Boys – Katwijk      | 2 – 3 (0 – 2) | 38' Hans Zwaan 0-1, 44' Marco van der Plas 0-2, 70' Hans van der Plas 1-2, 80' Marcel Harteveld 2-2, 86' Martin Kraayenoord 2-3                                                                |
| 4 september 1994 | RKC – FC Den Bosch        | 2 – 2 (0 – 1) | 44' Marcel van Helmond 0-1, 66' Marcel van Helmond 0-2, 70' Bobby Petta 1-2, 90' Harry Decheiver 2-2                                                                                           |

### Groep 11
| Datum            | Wedstrijd               | Uitslag       | Scoreverloop |
| ---------------- | ----------------------- | ------------- | --- |
| 19 augustus 1994 | Hollandia – AZ          | 0 – 3 (0 – 2) | 4' Marco Holster 0-1, 16' John Mutsaers 0-2, 46' Winston Daniels 0-3 |
| 21 augustus 1994 | FC Volendam – ADO '20   | 6 – 1 (1 – 0) | 34' Ivica Vukov 1-0, 49' Miroslav Stefanović 2-0, 56' Miroslav Stefanović 3-0, 67' Richard van Son 3-1, 81' Ivica Vukov 4-1, 85' André Wasiman 5-1, 89' Miroslav Stefanović 6-1         |
| 23 augustus 1994 | ADO '20 – Hollandia     | 3 – 4 (0 – 1) | 43' Kenneth Goudmijn 0-1, 51' Peter van der Slikke 1-1, 53' Jacco Rijkhof 1-2, 56' Richard van Son (pen) 2-2, 70' Jacco Rijkhof 2-3, 77' Kenneth Goudmijn 2-4, 86' Ruud van der End 3-4 |
| 23 augustus 1994 | AZ – FC Volendam        | 1 – 1 (0 – 1) | 16' Miroslav Stefanović 0-1, 63' John Mutsaers 1-1 |
| 4 september 1994 | ADO '20 – AZ            | 1 – 3 (0 – 2) | 4' Bennie Dekker 0-1, 21' John Mutsaers 0-2, 55' Peter van der Slikke 1-2, 57' Marco Holster 1-3                                                                                        |
| 4 september 1994 | Hollandia – FC Volendam | 1 – 4 (1 – 1) | 21' Patrick Bakker 1-0, 42' Miroslav Stefanović 1-1, 49' Miroslav Stefanović 1-2, 86' Alex Pastoor 1-3, 90' Miroslav Stefanović 1-4                                                     |

### Groep 12
| Datum            | Wedstrijd            | Uitslag       | Scoreverloop |
| ---------------- | -------------------- | ------------- | --- |
| 19 augustus 1994 | Haarlem – Holland    | 3 – 1 (2 – 1) | 6' Etienne Kelders 0-1, 30' Donny Huijsen 1-1, 45' Romeo Pocorni 2-1, 78' René Petiet 3-1                                     |
| 21 augustus 1994 | Telstar – FC Utrecht | 2 – 0 (0 – 0) | 46' Rini van Roon 1-0, 57' Rini van Roon 2-0                                                                                  |
| 23 augustus 1994 | FC Utrecht – Haarlem | 2 – 1 (2 – 0) | 5' Foeke Booy 1-0, 19' Foeke Booy 2-0, 49' Dries Boussatta 2-1                                                                |
| 24 augustus 1994 | Holland – Telstar    | 1 – 2 (0 – 1) | 27' Sander Oostrom 0-1, 70' Sander Oostrom 0-2, 85' Theo van der Werff 1-2                                                    |
| 4 september 1994 | Holland – FC Utrecht | 2 – 3 (1 – 1) | 31' Etienne Kelders 1-0, 39' Edwin Gorter (pen) 1-1, 48' Etienne Kelders 2-1, 69' Edwin Gorter 2-2, 87' Jean-Paul de Jong 2-3 |
| 4 september 1994 | Telstar – Haarlem    | 1 – 0 (1 – 0) | 28' MIchel Nok 1-0 |

### Groep 13
| Datum            | Wedstrijd                   | Uitslag       | Scoreverloop |
| ---------------- | --------------------------- | ------------- | --- |
| 20 augustus 1994 | ADO – Dordrecht '90         | 3 – 0 (1 – 0) | 42' Danny Hanique 1-0, 58' Harry de Haas 2-0, 86' Danny Hanique 3-0 |
| 21 augustus 1994 | Tonegido – FC Den Haag      | 0 – 3 (0 – 2) | 10' Zier Tebbenhoff 0-1, 38' Marcel Koning 0-2, 47' Harry van der Laan 0-3 |
| 23 augustus 1994 | Dordrecht '90 – FC Den Haag | 2 – 2 (2 – 2) | 3' Romeo Wouden 1-0, 7' Zier Tebbenhoff 1-1, 10' Lars Brøgger 2-1, 12' Harry van der Laan 2-2 |
| 23 augustus 1994 | Tonegido – ADO              | 1 – 0 (1 – 0) | 80' Waloegin 1-0 |
| 3 september 1994 | ADO – FC Den Haag           | 1 – 1 (1 – 1) | 28' Zier Tebbenhoff 0-1, 38' John Baven (pen) 1-1 |
| 4 september 1994 | Tonegido – Dordrecht '90    | 1 – 8 (1 – 3) | 9' Lars Brøgger 0-1, 16' Michel Langerak 0-2, 31' Lars Brøgger 0-3, 38' Umro Jordan 1-3, 55' Michel Langerak 1-4, 63' Warry van Wattum 1-5, 73' Michel Langerak 1-6, 84' Romeo Wouden 1-7, 85' Romeo Wouden 1-8 |

### Groep 14
| Datum            | Wedstrijd                    | Uitslag       | Scoreverloop |
| ---------------- | ---------------------------- | ------------- | --- |
| 20 augustus 1994 | Excelsior – FC Lisse         | 2 – 0 (0 – 0) | 46' Ben Spork 1-0, 90' Alex van de Made 2-0 |
| 20 augustus 1994 | Rozenburg – Sparta Rotterdam | 0 – 4 (0 – 2) | 8' Dennis de Nooijer 0-1, 29' Dennis de Nooijer 0-2, 49' Milco Pieren 0-3, 80' Nico Jalink 0-4                                                                                     |
| 23 augustus 1994 | FC Lisse – Rozenburg         | 2 – 0 (1 – 0) | 27' Peter Wubben 1-0, 90' Peter Wubben 2-0 |
| 23 augustus 1994 | Sparta Rotterdam – Excelsior | 7 – 1 (3 – 1) | 4' Gerald Sandel 1-0, 7' Nico Jalink 2-0, 33' Dennis de Nooijer 3-0, 39' Mario Been 3-1, 60' Milco Pieren 4-1, 62' Dennis Krijgsman 5-1, 67' Nico Jalink 6-1, 88' Milco Pieren 7-1 |
| 3 september 1994 | FC Lisse – Sparta Rotterdam  | 1 – 2 (0 – 1) | 32' Arjan van der Laan 0-1, 75' Gerald Sandel 0-2, 80' Peter Wubben (pen) 1-2 |
| 3 september 1994 | Rozenburg – Excelsior        | 1 – 1 (1 – 0) | 36' Ruben Korsten 1-0, 63' Bram Marbus 1-1 |

## Knock-outfase

### 2e ronde
5 oktober 1994. Ajax, Feyenoord, PSV en Vitesse stroomden deze ronde het toernooi in.
| Datum          | Wedstrijd                          | Uitslag                    | Scoreverloop |
| -------------- | ---------------------------------- | -------------------------- | --- |
| 5 oktober 1994 | Ajax – FC Den Bosch                | 3 – 1 (0 – 0)              | 53' Jari Litmanen 1-0, 84' Ronald de Boer 2-0, 88' Marcel van Helmond 2-1, 90' Edgar Davids 3-1                                                         |
| 5 oktober 1994 | AZ – VVV                           | 2 – 0 (2 – 0)              | 27' Silvan Inia 1-0, 31' Robert van Dam 2-0 |
| 5 oktober 1994 | FC Den Haag – RBC                  | 3 – 2 (0 – 0)              | 46' Ignacio Tuhuteru 0-1, 72' Rick Hoogendorp 1-1, 78' Rick Hoogendorp 2-1, 81' Harry van der Laan 3-1, 90' Sjoerd Conrad 3-2                           |
| 5 oktober 1994 | Dordrecht '90 – MVV                | 1 – 0 n.v.                 | 95' Virgil Breetveld (pen) 1-0 |
| 5 oktober 1994 | Excelsior – Ajax 2                 | 0 – 3 (0 – 1)              | 19' John van den Brom 0-1, 57' Nwankwo Kanu 0-2, 64' Martijn Reuser 0-3                                                                                 |
| 5 oktober 1994 | De Graafschap – FC Utrecht         | 1 – 2 (1 – 1)              | 14' Raymond Victoria 1-0, 37' Eric Smit 1-1, 49' Eric Smit 1-2                                                                                          |
| 5 oktober 1994 | FC Groningen – Feyenoord           | 1 – 2 (1 – 0)              | 4' Harris Huizingh (pen) 1-0, 65' Henrik Larsson 1-1, 68' John van Loen 1-2                                                                             |
| 5 oktober 1994 | sc Heerenveen – Cambuur Leeuwarden | 3 – 2 n.v. (2 – 2) (1 – 1) | 16' Henny Meijer 1-0, 23' Leonard van Utrecht 1-1, 50' Jan Bruin 1-2, 60' Lee-Roy Echteld 2-2, 95' Erik Regtop 3-2                                      |
| 5 oktober 1994 | Helmond Sport – Sparta             | 1 – 4 (0 – 1)              | 41' Arjan van der Laan 0-1, 67' Hans Vincent 1-1, 85' Nico Jalink 1-2, 88' Alfons Groenendijk 1-3, 88' Dennis de Nooijer (pen) 1-4                      |
| 5 oktober 1994 | SC Heracles '74 – BV Veendam       | 2 – 1 (0 – 0)              | 57' Bart van der Meulen 0-1, 78' Klaas Vink 1-1, 80' Erwin Leurink 2-1                                                                                  |
| 5 oktober 1994 | N.E.C. – Go Ahead Eagles           | 4 – 2 (3 – 1)              | 23' Jack de Gier 0-1, 29' Carlos van Wanrooy 1-1, 35' Patrick van Diemen 2-1, 39' Emiel van Eijkeren 3-1, 69' Jeffrey Kooistra 4-1, 89' Marcel Valk 4-2 |
| 5 oktober 1994 | PSV – Roda JC                      | 3 – 2 n.v. (2 – 2) (1 – 1) | 9' Ronaldo 1-0, 25' Maurice Graef 1-1, 46' Ronaldo 2-1, 90' Maurice Graef 2-2, 96' Edward Linskens 3-2                                                  |
| 5 oktober 1994 | Telstar – NAC                      | 1 – 1 n.v. (0 – 0)         | 93' Ton Lokhoff 0-1, 97' Hans Kraay 1-1 NAC wint na strafschoppen                                                                                       |
| 5 oktober 1994 | FC Twente – RKC                    | 2 – 0 (0 – 0)              | 54' Michael Mols 1-0, 90' Juul Ellerman 2-0 |
| 5 oktober 1994 | FC Volendam – Vitesse              | 3 – 2 (1 – 0)              | 13' Ivica Vukov 1-0, 54' Jorg Smeets 2-0, 56' André Wasiman (pen) 3-0, 63' Phillip Cocu 3-1, 74' Hans Gillhaus (pen) 3-2                                |
| 5 oktober 1994 | Willem II – Eindhoven              | 5 – 1 (2 – 0)              | 29' Leon Meijs 1-0, 45' Arno Hofstede 2-0, 48' Nabil Bouchlal 3-0, 73' Marc van Hintum 4-0, 81' Martin van Geel 5-0, 89' Frans Danen 5-1                |

## Finales
|  | Eerste ronde | Eerste ronde     | Eerste ronde |   |                 | Kwartfinales | Kwartfinales  | Kwartfinales |  |  | Halve finales | Halve finales | Halve finales |   |  | Finale | Finale | Finale |
|  |              |                  |              |   |                 |              |               |              |  |  |               |               |               |   |  |        |        |        |
|  |              | PSV              | 0            |   |                 |              |               |              |  |  |               |               |               |   |  |        |        |        |
|  |              | sc Heerenveen    | 1            |   |                 |              |               |              |  |  |               |               |               |   |  |        |        |        |
|  |              | sc Heerenveen    | 1            |   | sc Heerenveen   | 3            |               |              |  |  |               |               |               |   |  |        |        |        |
|  |              |                  |              |   | sc Heerenveen   | 3            |               |              |  |  |               |               |               |   |  |        |        |        |
|  |              |                  | NAC          | 2 |                 |              |               |              |  |  |               |               |               |   |  |        |        |        |
|  |              | FC Den Haag      | NAC          | 2 | 0               |              |               |              |  |  |               |               |               |   |  |        |        |        |
|  |              |                  |              |   | 0               |              |               |              |  |  |               |               |               |   |  |        |        |        |
|  |              | NAC              | 2            |   |                 |              |               |              |  |  |               |               |               |   |  |        |        |        |
|  |              |                  |              |   |                 |              | sc Heerenveen | 0            |  |  |               |               |               |   |  |        |        |        |
|  |              |                  |              |   |                 |              |               |              |  |  |               |               |               |   |  |        |        |        |
|  |              |                  | Feyenoord    | 1 |                 |              |               |              |  |  |               |               |               |   |  |        |        |        |
|  |              | N.E.C.           | Feyenoord    | 1 | 0               |              |               |              |  |  |               |               |               |   |  |        |        |        |
|  |              |                  |              |   | 0               |              |               |              |  |  |               |               |               |   |  |        |        |        |
|  |              | Ajax             | 3            |   |                 |              |               |              |  |  |               |               |               |   |  |        |        |        |
|  |              | Ajax             | 3            |   | Ajax            | 1            |               |              |  |  |               |               |               |   |  |        |        |        |
|  |              |                  |              |   | Ajax            | 1            |               |              |  |  |               |               |               |   |  |        |        |        |
|  |              |                  | Feyenoord    | 2 |                 |              |               |              |  |  |               |               |               |   |  |        |        |        |
|  |              | Willem II        | Feyenoord    | 2 | 1               |              |               |              |  |  |               |               |               |   |  |        |        |        |
|  |              |                  |              |   | 1               |              |               |              |  |  |               |               |               |   |  |        |        |        |
|  |              | Feyenoord        | 1            |   |                 |              |               |              |  |  |               |               |               |   |  |        |        |        |
|  |              |                  |              |   |                 |              |               |              |  |  |               |               | Feyenoord     | 2 |  |        |        |        |
|  |              |                  |              |   |                 |              |               |              |  |  |               |               |               | 2 |  |        |        |        |
|  |              |                  | FC Volendam  | 1 |                 |              |               |              |  |  |               |               |               |   |  |        |        |        |
|  |              | Ajax 2           | FC Volendam  | 1 | 2               |              |               |              |  |  |               |               |               |   |  |        |        |        |
|  |              | Ajax 2           |              |   | 2               |              |               |              |  |  |               |               |               |   |  |        |        |        |
|  |              | Dordrecht '90    | 0            |   |                 |              |               |              |  |  |               |               |               |   |  |        |        |        |
|  |              | Dordrecht '90    | 0            |   | Ajax 2          | 1            |               |              |  |  |               |               |               |   |  |        |        |        |
|  |              |                  |              |   | Ajax 2          | 1            |               |              |  |  |               |               |               |   |  |        |        |        |
|  |              |                  | FC Utrecht   | 2 |                 |              |               |              |  |  |               |               |               |   |  |        |        |        |
|  |              | FC Utrecht       | FC Utrecht   | 2 | 3               |              |               |              |  |  |               |               |               |   |  |        |        |        |
|  |              |                  |              |   | 3               |              |               |              |  |  |               |               |               |   |  |        |        |        |
|  |              | FC Twente        | 1            |   |                 |              |               |              |  |  |               |               |               |   |  |        |        |        |
|  |              |                  |              |   |                 |              | FC Utrecht    | 0            |  |  |               |               |               |   |  |        |        |        |
|  |              |                  |              |   |                 |              |               |              |  |  |               |               |               |   |  |        |        |        |
|  |              |                  | FC Volendam  | 1 |                 |              |               |              |  |  |               |               |               |   |  |        |        |        |
|  |              | SC Heracles '74  | FC Volendam  | 1 | 2               |              |               |              |  |  |               |               |               |   |  |        |        |        |
|  |              | SC Heracles '74  |              |   | 2               |              |               |              |  |  |               |               |               |   |  |        |        |        |
|  |              | Sparta Rotterdam | 1            |   |                 |              |               |              |  |  |               |               |               |   |  |        |        |        |
|  |              | Sparta Rotterdam | 1            |   | SC Heracles '74 | 0            |               |              |  |  |               |               |               |   |  |        |        |        |
|  |              |                  |              |   | SC Heracles '74 | 0            |               |              |  |  |               |               |               |   |  |        |        |        |
|  |              |                  | FC Volendam  | 1 |                 |              |               |              |  |  |               |               |               |   |  |        |        |        |
|  |              | FC Volendam      | FC Volendam  | 1 | 3               |              |               |              |  |  |               |               |               |   |  |        |        |        |
|  |              | FC Volendam      |              |   | 3               |              |               |              |  |  |               |               |               |   |  |        |        |        |
|  |              | AZ               | 0            |   |                 |              |               |              |  |  |               |               |               |   |  |        |        |        |

### Achtste finales
Met ingang van dit seizoen werd de sudden death ingevoerd. Dit betekent dat nadat een doelpunt in de verlenging is gescoord, de wedstrijd direct is afgelopen.

| Datum            | Wedstrijd                          | Uitslag                      | Scoreverloop                                                                             |
| ---------------- | ---------------------------------- | ---------------------------- | ---------------------------------------------------------------------------------------- |
| 30 november 1994 | Ajax 2 – Dordrecht '90             | 2 – 0 (1 – 0)                | 41' Peter van Vossen 1-0, 63' Patrick Kluivert 2-0                                       |
| 30 november 1994 | FC Den Haag – NAC                  | 0 – 2 (0 – 0)                | 70' John Lammers 0-1, 86' Dennis Gerritsen 0-2                                           |
| 30 november 1994 | SC Heracles '74 – Sparta Rotterdam | 2 – 1 n.s.d. (1 – 1) (1 – 0) | 38' Erwin Leurink 1-0, 75' Carlos Fortes 1-1, 91' Hendrie Krüzen (pen) 2-1               |
| 30 november 1994 | N.E.C. – Ajax                      | 0 – 3 (0 – 1)                | 30' Nwankwo Kanu 0-1, 69' Ronald de Boer 0-2, 85' Ronald de Boer 0-3                     |
| 30 november 1994 | PSV – sc Heerenveen                | 0 – 1 (0 – 0)                | 86' Wilco Hellinga 0-1                                                                   |
| 30 november 1994 | FC Utrecht – FC Twente             | 3 – 1 (2 – 0)                | 20' Peter Hofstede 1-0, 45' Foeke Booy 2-0, 46' Edwin Vurens 2-1, 67' Peter Hofstede 3-1 |
| 30 november 1994 | FC Volendam – AZ                   | 3 – 0 (2 – 0)                | 26' Johan Steur 1-0, 43' Ivica Vukov 2-0, 73' André Wasiman 3-0                          |
| 30 november 1994 | Willem II – Feyenoord              | 1 – 1 n.v. (1 – 1) (0 – 1)   | 34' Orlando Trustfull 0-1, 70' Louis Laros 1-1 Feyenoord wint na strafschoppen           |

### Kwartfinales
| Datum            | Wedstrijd                     | Uitslag                      | Scoreverloop                                                                                                   |
| ---------------- | ----------------------------- | ---------------------------- | --- |
| 24 februari 1995 | sc Heerenveen – NAC           | 3 – 2 n.s.d. (2 – 2) (2 – 1) | 4' Peter Remie 0-1, 30' Jon Dahl Tomasson 1-1, 44' Erik Tammer 2-1, 47' Graham Arnold 2-2, 92' Erik Regtop 3-2 |
| 25 februari 1995 | SC Heracles '74 – FC Volendam | 0 – 1 (0 – 0)                | 84' Jorg Smeets 0-1                                                                                            |
| 8 maart 1995     | Ajax 2 – FC Utrecht           | 1 – 2 (0 – 0)                | 59' Ferdino Hernandez 0-1, 86' Raymond Graanoogst 0-2, 87' Kiki Musampa 1-2                                    |
| 8 maart 1995     | Ajax – Feyenoord              | 1 – 2 n.s.d. (1 – 1) (1 – 0) | 26' Ronald de Boer 1-0, 80' Ruud Heus (pen) 1-1, 94' Mike Obiku 1-2                                            |

De wedstrijd tussen Ajax 2 en FC Utrecht werd in Stadion Galgenwaard gespeeld. Ajax 2 lootte oorspronkelijk een thuiswedstrijd, maar de gemeente Amsterdam stond het niet toe dat Ajax en Ajax 2 op dezelfde avond in Amsterdam zouden spelen.

### Halve finales
| Datum         | Wedstrijd                 | Uitslag       | Scoreverloop         |
| ------------- | ------------------------- | ------------- | -------------------- |
| 22 maart 1995 | sc Heerenveen – Feyenoord | 0 – 1 (0 – 0) | 87' Regi Blinker 0-1 |
| 22 maart 1995 | FC Utrecht – FC Volendam  | 0 – 1 (0 – 0) | 79' Jorg Smeets 0-1  |

### Finale
|                                     |                                  |               |                   |                                                                                   |
| 25 mei 1995 18.00 Finale KNVB Beker | Feyenoord                        | 2 – 1 (1 – 0) | FC Volendam       | Stadion Feijenoord, Rotterdam Toeschouwers: 48.146 Scheidsrechter: Jaap Uilenberg |
| 25 mei 1995 18.00 Finale KNVB Beker | Gaston Taument 7' Mike Obiku 82' |               | 47' André Wasiman | Stadion Feijenoord, Rotterdam Toeschouwers: 48.146 Scheidsrechter: Jaap Uilenberg |

| Feyenoord | Volendam |

| Feyenoord:         |                    |            |
|                    |                    |            |
| DM                 | Ed de Goey         |            |
| RB                 | Ulrich van Gobbel  |            |
| CB                 | Henk Fraser        | Kreeg geel |
| CB                 | Bernard Schuiteman |            |
| LB                 | Ruud Heus          |            |
| CM                 | Orlando Trustfull  |            |
| CM                 | Peter Bosz         |            |
| CM                 | Rob Witschge       | Kreeg geel |
| RV                 | Gaston Taument     | 90'        |
| SP                 | Henrik Larsson     | 71'        |
| LV                 | Regi Blinker       |            |
| Wisselspelers:     |                    |            |
| AV                 | Mike Obiku         | 71'        |
| AV                 | József Kiprich     | 90'        |
| Trainer:           |                    |            |
| Willem van Hanegem |                    |            |

| FC Volendam:   |                     |            |
|                |                     |            |
| DM             | Edwin Zoetebier     | 69'        |
| RB             | André Ooijer        |            |
| CB             | René Binken         |            |
| CB             | Robert Molenaar     |            |
| LB             | Edwin Hermans       | 84'        |
| CM             | Johan Steur         | Kreeg geel |
| CM             | André Wasiman       | Kreeg geel |
| CM             | Ulrich Wilson       |            |
| RV             | Miroslav Stefanović |            |
| SP             | Ivica Vukov         |            |
| LV             | Jorg Smeets         |            |
| Wisselspelers: |                     |            |
| DM             | Edwin van Holten    | 69'        |
| VD             | Elroy Kromheer      | 84'        |
| Trainer:       |                     |            |
| Wim Rijsbergen |                     |            |

| KNVB Beker 1994/95  |
| ------------------- |
| Feyenoord 10e titel |

## Bron
- Nederland: Amstel Cup: Seizoen 1994-1995, door Ronald Zwiers

1. ↑  https://www.volkskrant.nl/nieuws-achtergrond/ajax-2-fc-utrecht-definitief-in-utrecht

Seizoenen: 1898/99 · 1899/00 · 1900/01 · 1901/02 · 1902/03 · 1903/04 · 1904/05 · 1905/06 · 1906/07 · 1907/08 · 1908/09 · 1909/10 · 1910/11 · 1911/12 · 1912/13 · 1913/14 · 1914/15 · 1915/16 · 1916/17 · 1917/18 · 1918/19 · 1919/20 · 1920/21 · 1921/22 · 1922/23 · 1923/24 · 1925 · 1925/26 · 1926/27 · 1927/28 · 1928/29 · 1929/30 · 1930/31 · 1931/32 · 1932/33 · 1933/34 · 1934/35 · 1935/36 · 1936/37 · 1937/38 · 1938/39 · 1939/40 · 1940/41 · 1941/42 · 1942/43 · 1943/44 · 1944/45 · 1945/46 · 1946/47 · 1947/48 · 1948/49 · 1949/50 · 1950/51 · 1951/52 · 1952/53 · 1953/54 · 1954/55 · 1955/56 · 1956/57 · 1957/58 · 1958/59 · 1959/60 · 1960/61 · 1961/62 · 1962/63 · 1963/64 · 1964/65 · 1965/66 · 1966/67 · 1967/68 · 1968/69 · 1969/70 · 1970/71 · 1971/72 · 1972/73 · 1973/74 · 1974/75 · 1975/76 · 1976/77 · 1977/78 · 1978/79 · 1979/80 · 1980/81 · 1981/82 · 1982/83 · 1983/84 · 1984/85 · 1985/86 · 1986/87 · 1987/88 · 1988/89 · 1989/90 · 1990/91 · 1991/92 · 1992/93 · 1993/94 · 1994/95 · 1995/96 · 1996/97 · 1997/98 · 1998/99 · 1999/00 · 2000/01 · 2001/02 · 2002/03 · 2003/04 · 2004/05 · 2005/06 · 2006/07 · 2007/08 · 2008/09 · 2009/10 · 2010/11 · 2011/12 · 2012/13 · 2013/14 · 2014/15 · 2015/16 · 2016/17 · 2017/18 · 2018/19 · 2019/20 · 2020/21 · 2021/22 · 2022/23 · 2023/24 · 2024/25
Finales: 2013 · 2014 · 2015 · 2016 · 2017 · 2018 · 2019 · 2020 · 2021 · 2022 · 2023 · 2024
Nederland: Eredivisie · Eerste divisie · Tweede divisie · Derde divisie/Topklasse · KNVB Beker
Europa: Champions League · Europa Cup I · Europa Cup II · Europa League · UEFA Cup · Jaarbeursstedenbeker · Intertoto Cup